# Wohn- und Wirtschaftsgebäude Bauernreihe 2
Das Wohn- und Wirtschaftsgebäude Bauernreihe 2 in der niedersächsischen Gemeinde Worpswede wurde am Anfang des 20. Jahrhunderts gebaut. Aktuell (2025) wird es gewerblich  genutzt.
Das Gebäude steht unter Denkmalschutz (siehe auch Liste der Baudenkmale in Worpswede).

## Geschichte und Beschreibung
Worpswede im Teufelsmoor wurde 1218 erstmals als Besitz des Klosters Osterholz erwähnt.
Das eingeschossige traufständige Gebäude in Formen eines niederdeutschen Hallenhauses mit ziegelgedecktem Satteldach und großem Dachhaus sowie Grooter Door mit Segmentbogen wurde um 1900 gebaut. Die Fassade weist sparsame Ornamentik an den Giebeln auf sowie horizontale Bänder an der Längsseite. Ein Wintergarten wurde später längsseitig hinzugefügt.
Das Landesdenkmalamt befand u. a.: „… ein regionstypisches Hallenhaus in massivierter Form, dessen Außenwände komplett in Backstein aufgeführt wurden …“
An der Bauernreihe sind auch Gebäude bei Nr. 1, 3a, und 6 denkmalgeschützt.